# 香港展覽業
香港展覽業是香港其中一個重要行業，現時很多大型展覽均在香港舉行，為香港經濟帶來可觀收益。
2006年，來港參展公司的數目接近62,000家，在港參觀各項展覽會的總人次亦突破520萬。

## 歷史
香港現代的展覽業，始於1930年代的香港國際工業出品展銷會。

## 主要場館
- 香港展覽中心
- 香港會議展覽中心
- 香港國際展貿中心
- 亞洲國際博覽館